# مورال دي كالاترافا (سيوداد ريال)
بلدية مورال دي كالاترافا (بالإسبانية: Moral de Calatrava)‏، هي إحدى بلديات مقاطعة سيوداد ريال إحدى مقاطعات إسبانيا، والتي تقع في منطقة قشتالة لا منتشا وسط إسبانيا.
يبلغ عدد سكانها 5.276 نسمة وفقاً لإحصائية سنة (2007).